# 라벤스부르크

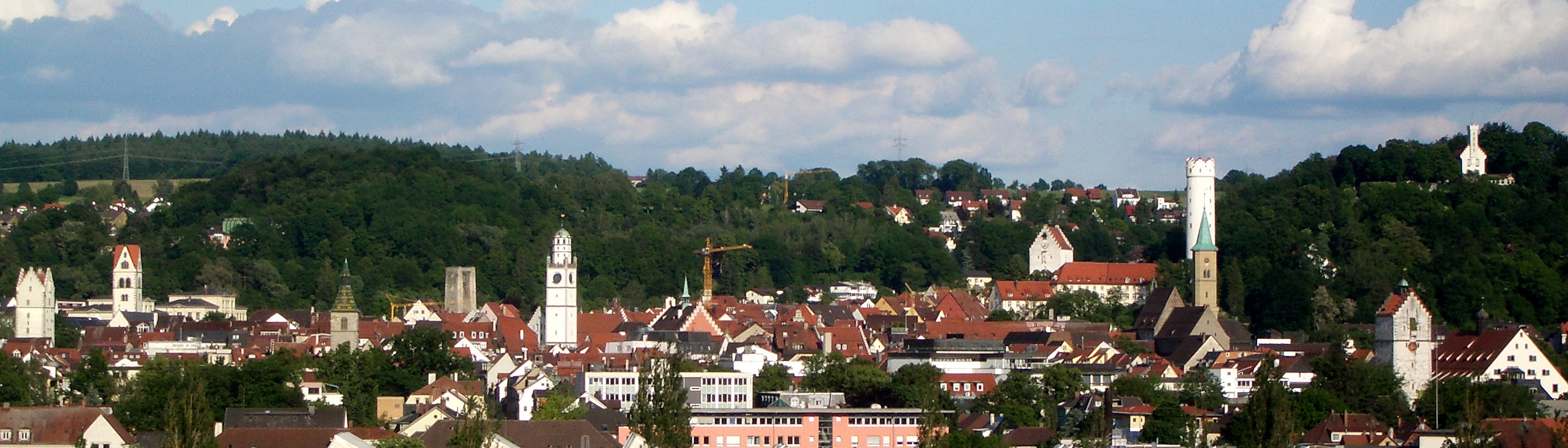
라벤스부르크

라벤스부르크(독일어: Ravensburg)는 독일 바덴뷔르템베르크주의 도시로 면적은 92.04km2, 높이는 450m, 인구는 49,830명(2015년 12월 31일 기준), 인구 밀도는 540명/km2이다.
1088년 문헌에 처음 등장했다. 신성 로마 제국의 지배를 받았던 1276년부터 1803년까지는 제국자유도시 칭호를 받으면서 무역의 중심지로 성장했다.

## 자매 도시
- 프랑스 몽벨리아르
- 영국 애버데어
- 이탈리아 리볼리
- 크로아티아 바라주딘
- 벨라루스 브레스트